# Supergirl (Fernsehserie)/Episodenliste

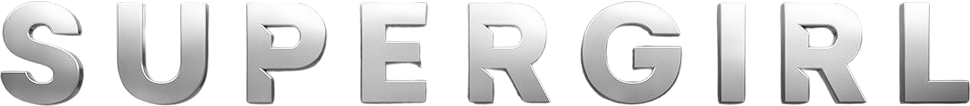
Logo der Serie

Diese Episodenliste enthält alle Episoden der US-amerikanischen Science-Fiction-Action-Fernsehserie Supergirl, sortiert nach der US-amerikanischen Erstausstrahlung. Zwischen 2015 und 2021 entstanden in sechs Staffeln insgesamt 126 Episoden mit einer Länge von jeweils etwa 42 Minuten.

## Übersicht
| Staffel | Episodenanzahl | Erstausstrahlung USA | Erstausstrahlung USA | Deutschsprachige Erstausstrahlung | Deutschsprachige Erstausstrahlung |
| Staffel | Episodenanzahl | Staffelpremiere      | Staffelfinale        | Staffelpremiere                   | Staffelfinale                     |
| ------- | -------------- | -------------------- | -------------------- | --------------------------------- | --------------------------------- |
| 1       | 20             | 26. Oktober 2015     | 18. April 2016       | 15. März 2016                     | 2. August 2016                    |
| 2       | 22             | 10. Oktober 2016     | 22. Mai 2017         | 29. März 2017                     | 16. August 2017                   |
| 3       | 23             | 9. Oktober 2017      | 18. Juni 2018        | 3. Mai 2018                       | 30. August 2018                   |
| 4       | 22             | 14. Oktober 2018     | 19. Mai 2019         | 5. April 2019                     | 22. August 2019                   |
| 5       | 19             | 6. Oktober 2019      | 17. Mai 2020         | 6. März 2020                      | 11. September 2020                |
| 6       | 20             | 30. März 2021        | 9. November 2021     | 6. Januar 2022                    | 19. Mai 2022                      |

## Staffel 1
Die Erstausstrahlung der ersten Staffel war vom 26. Oktober 2015 bis zum 18. April 2016 auf dem US-amerikanischen Sender CBS zu sehen. Die deutschsprachige Erstausstrahlung sendete der deutsche Free-TV-Sender ProSieben vom 15. März bis zum 2. August 2016.
| Nr. (ges.) | Nr. (St.) | Deutscher Titel             | Originaltitel                        | Erstausstrahlung USA | Deutschsprachige Erstausstrahlung (D) | Regie            | Drehbuch                                                            | Zuschauer (USA) |
| ---------- | --------- | --------------------------- | ------------------------------------ | -------------------- | ------------------------------------- | ---------------- | ------------------------------------------------------------------- | --------------- |
| 1          | 1         | Geburt einer Heldin         | Pilot                                | 26. Okt. 2015        | 15. März 2016                         | Glen Winter      | Ali Adler Idee: Greg Berlanti, Ali Adler & Andrew Kreisberg         | 12,96 Mio.      |
| 2          | 2         | Zusammen sind wir stark     | Stronger Together                    | 2. Nov. 2015         | 15. März 2016                         | Glen Winter      | Andrew Kreisberg & Ali Adler Idee: Greg Berlanti & Andrew Kreisberg | 8,87 Mio.       |
| 3          | 3         | Bewährungsprobe             | Fight or Flight                      | 9. Nov. 2015         | 22. März 2016                         | Dermott Downs    | Michael Grassi & Rachel Shukert                                     | 8,07 Mio.       |
| 4          | 4         | Unter Strom                 | Livewire                             | 16. Nov. 2015        | 5. Apr. 2016                          | Kevin Tancharoen | Roberto Aguirre-Sacasa & Caitlin Parrish                            | 7,77 Mio.       |
| 5          | 5         | Bombe an Bord               | How Does She Do It?                  | 23. Nov. 2015        | 29. März 2016                         | Thor Freudenthal | Yahlin Chang & Ted Sullivan                                         | 7,19 Mio.       |
| 6          | 6         | Der rote Tornado            | Red Faced                            | 30. Nov. 2015        | 12. Apr. 2016                         | Jesse Warn       | Michael Grassi & Rachel Shukert                                     | 8,03 Mio.       |
| 7          | 7         | Der Kräfte beraubt          | Human for a Day                      | 7. Dez. 2015         | 19. Apr. 2016                         | Larry Teng       | Yahlin Chang & Ted Sullivan                                         | 7,67 Mio.       |
| 8          | 8         | Feindliche Übernahme        | Hostile Takeover                     | 14. Dez. 2015        | 26. Apr. 2016                         | Karen Gaviola    | Roberto Aguirre-Sacasa & Caitlin Parrish                            | 7,28 Mio.       |
| 9          | 9         | Blutsbande                  | Blood Bonds                          | 4. Jan. 2016         | 3. Mai 2016                           | Steve Shill      | Ted Sullivan & Derek Simon                                          | 8,75 Mio.       |
| 10         | 10        | Tödliches Spielzeug         | Childish Things                      | 18. Jan. 2016        | 10. Mai 2016                          | Jamie Babbit     | Anna Musky-Goldwyn & James DeWille Idee: Yahlin Chang               | 8,77 Mio.       |
| 11         | 11        | Kampf der Marsianer         | Strange Visitor from Another Planet  | 25. Jan. 2016        | 17. Mai 2016                          | Glen Winter      | Michael Grassi & Caitlin Parrish                                    | 7,90 Mio.       |
| 12         | 12        | Bizarro                     | Bizarro                              | 1. Feb. 2016         | 24. Mai 2016                          | John Showalter   | Roberto Aguirre-Sacasa & Rachel Shukert                             | 6,68 Mio.       |
| 13         | 13        | Der Parasit                 | For The Girl Who Has Everything      | 8. Feb. 2016         | 31. Mai 2016                          | Dermott Downs    | Ted Sullivan & Derek Simon Idee: Andrew Kreisberg                   | 7,92 Mio.       |
| 14         | 14        | Selbstjustiz                | Truth, Justice, and the American Way | 22. Feb. 2016        | 7. Juni 2016                          | Lexi Alexander   | Yahlin Chang & Caitlin Parrish Idee: Michael Grassi                 | 7,25 Mio.       |
| 15         | 15        | Indigo                      | Solitude                             | 29. Feb. 2016        | 28. Juni 2016                         | Dermott Downs    | Anna Musky-Goldwyn & James DeWille Idee: Rachel Shukert             | 6,69 Mio.       |
| 16         | 16        | Wie ausgewechselt           | Falling                              | 14. März 2016        | 5. Juli 2016                          | Larry Teng       | Robert Rovner & Jessica Queller                                     | 6,53 Mio.       |
| 17         | 17        | Hexenjagd                   | Manhunter                            | 21. März 2016        | 12. Juli 2016                         | Chris Fisher     | Cindy Lichtman & Rachel Shukert Idee: Derek Simon                   | 6,00 Mio.       |
| 18         | 18        | Blitzbesuch                 | Worlds Finest                        | 28. März 2016        | 19. Juli 2016                         | Nick Gomez       | Andrew Kreisberg & Michael Grassi Idee: Greg Berlanti               | 7,24 Mio.       |
| 19         | 19        | Myriad                      | Myriad                               | 11. Apr. 2016        | 26. Juli 2016                         | Adam Kane        | Yahlin Chang & Caitlin Parrish                                      | 6,12 Mio.       |
| 20         | 20        | Die Hoffnung stirbt zuletzt | Better Angels                        | 18. Apr. 2016        | 2. Aug. 2016                          | Larry Teng       | Robert Rovner & Jessica Queller Idee: Andrew Kreisberg & Ali Adler  | 6,11 Mio.       |

## Staffel 2
Die Erstausstrahlung der zweiten Staffel war vom 10. Oktober 2016 bis zum 22. Mai 2017 auf dem US-amerikanischen Sender The CW zu sehen. Die deutschsprachige Erstausstrahlung sendete der deutsche Free-TV-Sender ProSieben vom 29. März bis zum 16. August 2017.
| Nr. (ges.) | Nr. (St.) | Deutscher Titel                 | Originaltitel                | Erstausstrahlung USA | Deutschsprachige Erstausstrahlung (D) | Regie               | Drehbuch                                                                  | Zuschauer (USA) |
| ---------- | --------- | ------------------------------- | ---------------------------- | -------------------- | ------------------------------------- | ------------------- | ------------------------------------------------------------------------- | --------------- |
| 21         | 1         | Die Abenteuer von Supergirl     | The Adventures of Supergirl  | 10. Okt. 2016        | 29. März 2017                         | Glen Winter         | Andrew Kreisberg & Jessica Queller Idee: Greg Berlanti & Andrew Kreisberg | 3,06 Mio.       |
| 22         | 2         | Metallo                         | The Last Children of Krypton | 17. Okt. 2016        | 29. März 2017                         | Glen Winter         | Robert Rovner & Caitlin Parrish                                           | 2,66 Mio.       |
| 23         | 3         | Willkommen auf der Erde         | Welcome to Earth             | 24. Okt. 2016        | 5. Apr. 2017                          | Rachel Talalay      | Jessica Queller & Derek Simon                                             | 2,65 Mio.       |
| 24         | 4         | Alien Fight Club                | Survivors                    | 31. Okt. 2016        | 12. Apr. 2017                         | James Marshall      | Paula Yoo & Eric Carrasco                                                 | 2,22 Mio.       |
| 25         | 5         | Nicht von dieser Welt           | Crossfire                    | 7. Nov. 2016         | 19. Apr. 2017                         | Glen Winter         | Gabriel Llanas & Anna Musky-Goldwyn                                       | 2,47 Mio.       |
| 26         | 6         | Lebensenergie                   | Changing                     | 14. Nov. 2016        | 26. Apr. 2017                         | Larry Teng          | Andrew Kreisberg & Caitlin Parrish Idee: Greg Berlanti                    | 2,35 Mio.       |
| 27         | 7         | Supergirl vs Cyborg Superman    | The Darkest Place            | 21. Nov. 2016        | 3. Mai 2017                           | Glen Winter         | Robert Rovner & Paula Yoo                                                 | 2,61 Mio.       |
| 28         | 8         | Projekt Medusa                  | Medusa                       | 28. Nov. 2016        | 10. Mai 2017                          | Stefan Pleszczynski | Jessica Queller & Derek Simon                                             | 3,53 Mio.       |
| 29         | 9         | Flucht vom Sklaven-Mond         | Supergirl Lives              | 23. Jan. 2017        | 17. Mai 2017                          | Kevin Smith         | Eric Carrasco & Jess Kardos Idee: Andrew Kreisberg                        | 2,65 Mio.       |
| 30         | 10        | Helden wie diese                | We Can Be Heroes             | 30. Jan. 2017        | 24. Mai 2017                          | Rebecca Johnson     | Caitlin Parrish & Katie Rose Rogers                                       | 2,35 Mio.       |
| 31         | 11        | Die Mars-Chroniken              | The Martian Chronicles       | 6. Feb. 2017         | 31. Mai 2017                          | David McWhirter     | Gabriel Llanas & Anna Musky-Goldwyn                                       | 2,43 Mio.       |
| 32         | 12        | Die Luthors                     | Luthors                      | 13. Feb. 2017        | 7. Juni 2017                          | Tawnia McKiernan    | Robert Rovner & Cindy Lichtman                                            | 2,52 Mio.       |
| 33         | 13        | Mr. & Mrs. Mxyzptlk             | Mr. & Mrs. Mxyzptlk          | 20. Feb. 2017        | 14. Juni 2017                         | Stefan Pleszczynski | Jessica Queller & Sterling Gates                                          | 2,24 Mio.       |
| 34         | 14        | Freund oder Feind               | Homecoming                   | 27. Feb. 2017        | 21. Juni 2017                         | Larry Teng          | Caitlin Parrish & Derek Simon                                             | 2,17 Mio.       |
| 35         | 15        | Verbannung                      | Exodus                       | 6. März 2017         | 28. Juni 2017                         | Michael Allowitz    | Paula Yoo & Eric Carrasco                                                 | 2,16 Mio.       |
| 36         | 16        | Belogen und betrogen            | Star-Crossed                 | 20. März 2017        | 5. Juli 2017                          | John Medlen         | Katie Rose Rogers & Jess Kardos                                           | 2,07 Mio.       |
| 37         | 17        | Kopfgeld                        | Distant Sun                  | 27. März 2017        | 12. Juli 2017                         | Kevin Smith         | Gabriel Llanas & Anna Musky-Goldwyn                                       | 2,21 Mio.       |
| 38         | 18        | Starreporterin                  | Ace Reporter                 | 24. Apr. 2017        | 19. Juli 2017                         | Armen V. Kevorkian  | Paula Yoo & Caitlin Parrish                                               | 1,80 Mio.       |
| 39         | 19        | Wo ist Alex?                    | Alex                         | 1. Mai 2017          | 26. Juli 2017                         | Rob Greenlea        | Eric Carrasco & Greg Baldwin                                              | 1,75 Mio.       |
| 40         | 20        | Die Stadt der verlorenen Kinder | City of Lost Children        | 8. Mai 2017          | 2. Aug. 2017                          | Ben Bray            | Gabriel Llanas & Anna Musky-Goldwyn Idee: Robert Rovner                   | 1,88 Mio.       |
| 41         | 21        | Widerstand                      | Resist                       | 15. Mai 2017         | 9. Aug. 2017                          | Millicent Shelton   | Jessica Queller & Derek Simon                                             | 1,93 Mio.       |
| 42         | 22        | Kampf um die Erde               | Nevertheless, She Persisted  | 22. Mai 2017         | 16. Aug. 2017                         | Glen Winter         | Robert Rovner & Caitlin Parrish Idee: Andrew Kreisberg & Jessica Queller  | 2,12 Mio.       |

## Staffel 3
Die Erstausstrahlung der dritten Staffel war vom 9. Oktober 2017 bis zum 18. Juni 2018 auf dem US-amerikanischen Sender The CW zu sehen. Die deutschsprachige Erstausstrahlung sendete der deutsche Pay-TV-Sender ProSieben Fun vom 3. Mai bis zum 30. August 2018.
| Nr. (ges.) | Nr. (St.) | Deutscher Titel             | Originaltitel            | Erstausstrahlung USA | Deutschsprachige Erstausstrahlung (D) | Regie              | Drehbuch                                                                 | Zuschauer (USA) |
| ---------- | --------- | --------------------------- | ------------------------ | -------------------- | ------------------------------------- | ------------------ | ------------------------------------------------------------------------ | --------------- |
| 43         | 1         | Die Stählerne               | Girl of Steel            | 9. Okt. 2017         | 3. Mai 2018                           | Jesse Warn         | Robert Rovner & Caitlin Parrish Idee: Andrew Kreisberg                   | 1,87 Mio.       |
| 44         | 2         | Psychoterror                | Triggers                 | 16. Okt. 2017        | 3. Mai 2018                           | David McWhirter    | Gabriel Llanas & Anna Musky-Goldwyn                                      | 1,76 Mio.       |
| 45         | 3         | H’ronmeers Prüfung          | Far From the Tree        | 23. Okt. 2017        | 10. Mai 2018                          | Dermott Downs      | Jessica Queller & Derek Simon                                            | 1,76 Mio.       |
| 46         | 4         | Raos Kinder                 | The Faithful             | 30. Okt. 2017        | 10. Mai 2018                          | Jesse Warn         | Paula Yoo & Katie Rose Rogers                                            | 1,82 Mio.       |
| 47         | 5         | Kobra-Effekt                | Damage                   | 6. Nov. 2017         | 17. Mai 2018                          | Kevin Smith        | Eric Carrasco & Cindy Lichtman                                           | 1,87 Mio.       |
| 48         | 6         | Es war einmal in Midvale    | Midvale                  | 13. Nov. 2017        | 17. Mai 2018                          | Rob Greenlea       | Caitlin Parrish & Jess Kardos                                            | 1,89 Mio.       |
| 49         | 7         | Weltenkiller                | Wake Up                  | 20. Nov. 2017        | 24. Mai 2018                          | Chad Lowe          | Gabriel Llanas & Anna Musky-Goldwyn                                      | 1,92 Mio.       |
| 50         | 8         | Krise auf Erde X (1)        | Crisis on Earth-X        | 27. Nov. 2017        | 31. Mai 2018                          | Larry Teng         | Robert Rovner & Jessica Queller Idee: Andrew Kreisberg & Marc Guggenheim | 2,71 Mio.       |
| 51         | 9         | Das Zeichen der Bestie      | Reign                    | 4. Dez. 2017         | 7. Juni 2018                          | Glen Winter        | Paula Yoo & Caitlin Parrish                                              | 1,81 Mio.       |
| 52         | 10        | Die Legion der Superhelden  | Legion of Super-Heroes   | 15. Jan. 2018        | 14. Juni 2018                         | Jesse Warn         | Derek Simon & Eric Carrasco                                              | 2,17 Mio.       |
| 53         | 11        | Fort Rozz                   | Fort Rozz                | 22. Jan. 2018        | 21. Juni 2018                         | Gregory Smith      | Gabriel Llanas & Anna Musky-Goldwyn                                      | 2,07 Mio.       |
| 54         | 12        | Rachegedanken               | For Good                 | 29. Jan. 2018        | 28. Juni 2018                         | Tawnia McKiernan   | Cindy Lichtman & Alix Sternberg Idee: Robert Rovner                      | 2,11 Mio.       |
| 55         | 13        | Das zweite Ich              | Both Sides Now           | 5. Feb. 2018         | 5. Juli 2018                          | Jesse Warn         | Jessica Queller & Paula Yoo                                              | 2,12 Mio.       |
| 56         | 14        | Todesgrüße aus dem Jenseits | Schott Through the Heart | 16. Apr. 2018        | 12. Juli 2018                         | Glen Winter        | Caitlin Parrish & Derek Simon                                            | 1,91 Mio.       |
| 57         | 15        | Gedankenkontrolle           | In Search of Lost Time   | 23. Apr. 2018        | 19. Juli 2018                         | Andy Armaganian    | Katie Rose Rogers & Nick Holcomb Idee: Eric Carrasco                     | 1,38 Mio.       |
| 58         | 16        | Pestilence                  | Of Two Minds             | 30. Apr. 2018        | 26. Juli 2018                         | Alexandra La Roche | Gabriel Llanas & Anna Musky-Goldwyn                                      | 1,50 Mio.       |
| 59         | 17        | Totale Sonnenfinsternis     | Trinity                  | 7. Mai 2018          | 2. Aug. 2018                          | Jesse Warn         | Caitlin Parrish & Derek Simon Idee: Jessica Queller                      | 1,60 Mio.       |
| 60         | 18        | Zuflucht                    | Shelter From the Storm   | 14. Mai 2018         | 9. Aug. 2018                          | Antonio Negret     | Lindsay Gelfand & Allison Weintraub Idee: Robert Rovner                  | 1,53 Mio.       |
| 61         | 19        | Der Stein von Yuda Kal      | The Fanatical            | 21. Mai 2018         | 16. Aug. 2018                         | Mairzee Almas      | Paula Yoo & Eric Carrasco                                                | 1,47 Mio.       |
| 62         | 20        | Die dunkle Seite des Mondes | Dark Side of the Moon    | 28. Mai 2018         | 23. Aug. 2018                         | Hanelle Culpepper  | Derek Simon & Katie Rose Rogers                                          | 1,57 Mio.       |
| 63         | 21        | Rückkehr nach Argo          | Not Kansas               | 4. Juni 2018         | 23. Aug. 2018                         | Dermott Downs      | Gabriel Llanas & Anna Musky-Goldwyn                                      | 1,83 Mio.       |
| 64         | 22        | Die Töchter von Juru        | Make it Reign            | 11. Juni 2018        | 30. Aug. 2018                         | Armen V. Kevorkian | Ray Utarnachitt & Cindy Lichtman                                         | 1,76 Mio.       |
| 65         | 23        | Der Brunnen der Lillith     | Battles Lost and Won     | 18. Juni 2018        | 30. Aug. 2018                         | Jesse Warn         | Robert Rovner & Jessica Queller                                          | 1,78 Mio.       |

## Staffel 4
Die Erstausstrahlung der vierten Staffel war vom 14. Oktober 2018 bis zum 19. Mai 2019 auf dem US-amerikanischen Sender The CW zu sehen. Die deutschsprachige Erstausstrahlung der ersten 19 Episoden sendete der deutsche Pay-TV-Sender ProSieben Fun vom 5. April bis zum 9. August 2019. Die restlichen Episoden wurden am 15. und 22. August 2019 vom Free-TV-Sender sixx erstausgestrahlt.
| Nr. (ges.) | Nr. (St.) | Deutscher Titel                     | Originaltitel                                               | Erstausstrahlung USA | Deutschsprachige Erstausstrahlung (D) | Regie               | Drehbuch                                                               | Zuschauer (USA) |
| ---------- | --------- | ----------------------------------- | ----------------------------------------------------------- | -------------------- | ------------------------------------- | ------------------- | ---------------------------------------------------------------------- | --------------- |
| 66         | 1         | Das Ende der Einigkeit              | American Alien                                              | 14. Okt. 2018        | 5. Apr. 2019                          | Jesse Warn          | Gabriel Llanas & Aadrita Mukerji Idee: Robert Rovner & Jessica Queller | 1,52 Mio.       |
| 67         | 2         | Enttarnt                            | Fallout                                                     | 21. Okt. 2018        | 12. Apr. 2019                         | Harry Jierjian      | Maria Maggenti & Daniel Beaty Idee: Dana Horgan                        | 1,34 Mio.       |
| 68         | 3         | Agent Liberty                       | Man of Steel                                                | 28. Okt. 2018        | 19. Apr. 2019                         | Jesse Warn          | Rob Wright & Derek Simon                                               | 1,28 Mio.       |
| 69         | 4         | Ahimsa                              | Ahimsa                                                      | 4. Nov. 2018         | 26. Apr. 2019                         | Armen V. Kevorkian  | Katie Rose Rogers & Jess Kardos Idee: Eric Carrasco                    | 1,22 Mio.       |
| 70         | 5         | Der verlorene Parasit               | Parasite Lost                                               | 11. Nov. 2018        | 3. Mai 2019                           | David McWhirter     | Maria Maggenti & Aadrita Mukerji                                       | 1,15 Mio.       |
| 71         | 6         | Manifest                            | Call to Action                                              | 18. Nov. 2018        | 10. Mai 2019                          | Antonio Negret      | Gabriel Llanas & Daniel Beaty                                          | 1,13 Mio.       |
| 72         | 7         | Gefallener Engel                    | Rather the Fallen Angel                                     | 25. Nov. 2018        | 17. Mai 2019                          | Chad Lowe           | Dana Horgan & Katie Rose Rogers                                        | 1,15 Mio.       |
| 73         | 8         | Pfad der Vergeltung                 | Bunker Hill                                                 | 2. Dez. 2018         | 24. Mai 2019                          | Kevin Smith         | Rob Wright & Eric Carrasco                                             | 1,25 Mio.       |
| 74         | 9         | Anderswelten (3)                    | Elseworlds, Part 3                                          | 11. Dez. 2018        | 31. Mai 2019                          | Jesse Warn          | Derek Simon & Robert Rovner Idee: Marc Guggenheim                      | 2,16 Mio.       |
| 75         | 10        | Unsichtbare Killer                  | Suspicious Minds                                            | 20. Jan. 2019        | 7. Juni 2019                          | Rachel Talalay      | Maria Maggenti & Gabriel Llanas                                        | 1,03 Mio.       |
| 76         | 11        | Traumkräfte                         | Blood Memory                                                | 27. Jan. 2019        | 14. Juni 2019                         | Shannon Kohli       | Jessica Queller & Dana Horgan                                          | 1,33 Mio.       |
| 77         | 12        | Menagerie                           | Menagerie                                                   | 17. Feb. 2019        | 21. Juni 2019                         | Stefan Pleszczynski | Daniel Beaty & Greg Baldwin Idee: Robert Rovner                        | 1,14 Mio.       |
| 78         | 13        | Die Ära der Elite                   | What’s So Funny About Truth, Justice, and the American Way? | 3. März 2019         | 28. Juni 2019                         | Alexis Ostrander    | Eric Carrasco & Aadrita Mukerji                                        | 1,13 Mio.       |
| 79         | 14        | Die Macht des Volkes                | Stand and Deliver                                           | 10. März 2019        | 5. Juli 2019                          | Andi Armaganian     | Rob Wright & Jess Kardos                                               | 1,04 Mio.       |
| 80         | 15        | Lex Luthors Rückkehr                | O Brother, Where Art Thou?                                  | 17. März 2019        | 12. Juli 2019                         | Tawnia McKiernan    | Derek Simon & Nicki Holcomb                                            | 1,06 Mio.       |
| 81         | 16        | Rote Tochter                        | The House of L                                              | 24. März 2019        | 19. Juli 2019                         | Carl Seaton         | Dana Horgan & Eric Carrasco                                            | 1,12 Mio.       |
| 82         | 17        | Staatsfeind Nummer 1                | All About Eve                                               | 31. März 2019        | 26. Juli 2019                         | Ben Bray            | Katie Rose Rogers & Brooke Pohl Idee: Gabriel Llanas                   | 1,05 Mio.       |
| 83         | 18        | Schuld und Sühne                    | Crime and Punishment                                        | 21. Apr. 2019        | 2. Aug. 2019                          | Antonio Negret      | Lindsay Sturman & Aadrita Mukerji Idee: Rob Wright                     | 0,99 Mio.       |
| 84         | 19        | Träume werden wahr                  | American Dreamer                                            | 28. Apr. 2019        | 9. Aug. 2019                          | David Harewood      | Daniel Beaty & Jess Kardos Idee: Dana Horgan                           | 1,13 Mio.       |
| 85         | 20        | Eine Tessmacher kommt selten allein | Will The Real Miss Tessmacher Please Stand Up?              | 5. Mai 2019          | 15. Aug. 2019                         | Shannon Kohli       | Katie Rose Rogers & Natalie Abrams Idee: Derek Simon                   | 1,05 Mio.       |
| 86         | 21        | Rote Verschwörung                   | Red Dawn                                                    | 12. Mai 2019         | 22. Aug. 2019                         | Alexis Ostrander    | Gabriel Llanas & Eric Carrasco Idee: Lindsay Sturman                   | 1,11 Mio.       |
| 87         | 22        | Die Welt am Abgrund                 | The Quest for Peace                                         | 19. Mai 2019         | 22. Aug. 2019                         | Jesse Warn          | Rob Wright & Derek Simon Idee: Robert Rovner & Jessica Queller         | 1,07 Mio.       |

## Staffel 5
Die Erstausstrahlung der fünften Staffel war vom 6. Oktober 2019 bis zum 17. Mai 2020 auf dem US-amerikanischen Sender The CW zu sehen. Die deutschsprachige Erstausstrahlung sendete der deutsche Pay-TV-Sender ProSieben Fun vom 6. März bis zum 11. September 2020.
| Nr. (ges.) | Nr. (St.) | Deutscher Titel                  | Originaltitel                       | Erstausstrahlung USA | Deutschsprachige Erstausstrahlung (D) | Regie               | Drehbuch                                                          | Zuschauer (USA) |
| ---------- | --------- | -------------------------------- | ----------------------------------- | -------------------- | ------------------------------------- | ------------------- | ----------------------------------------------------------------- | --------------- |
| 88         | 1         | Der Preis der Wahrheit           | Event Horizon                       | 6. Okt. 2019         | 6. März 2020                          | Jesse Warn          | Derek Simon & Nicki Holcomb                                       | 1,26 Mio.       |
| 89         | 2         | Malefic                          | Stranger Beside Me                  | 13. Okt. 2019        | 13. März 2020                         | David McWhirter     | Dana Horgan & Katie Rose Rogers                                   | 0,97 Mio.       |
| 90         | 3         | Herzensangelegenheiten           | Blurred Lines                       | 20. Okt. 2019        | 20. März 2020                         | Eric Dean Seaton    | Lindsay Struman & J. Holtham                                      | 0,92 Mio.       |
| 91         | 4         | Offenes Geheimnis                | In Plain Sight                      | 27. Okt. 2019        | 27. März 2020                         | David McWhirter     | Jay Faerber & Jess Kardos                                         | 0,94 Mio.       |
| 92         | 5         | Traumstart                       | Dangerous Liaisons                  | 3. Nov. 2019         | 3. Apr. 2020                          | Alysse Leite-Rogers | Rob Wright & Daniel Beaty                                         | 0,78 Mio.       |
| 93         | 6         | Starke Frauen                    | Confidence Women                    | 10. Nov. 2019        | 10. Apr. 2020                         | Shannon Kohli       | Dana Horgan & Nicki Holcomb                                       | 0,84 Mio.       |
| 94         | 7         | Der Erdbändiger                  | Tremors                             | 17. Nov. 2019        | 17. Apr. 2020                         | Andi Armaganian     | J. Holtham & Katie Rose Rogers                                    | 0,79 Mio.       |
| 95         | 8         | Der Zorn des Rama Khan           | The Wrath of Rama Khan              | 1. Dez. 2019         | 24. Apr. 2020                         | Marcus Stokes       | Lindsay Struman & Jessica Kardos                                  | 0,87 Mio.       |
| 96         | 9         | Krise der Parallelerden – Teil 1 | Crisis on Infinite Earths: Part One | 8. Dez. 2019         | 3. Juli 2020                          | Jesse Warn          | Derek Simon & Jay Faerber Idee: Robert Rovner & Marc Guggenheim   | 1,66 Mio.       |
| 97         | 10        | Die Welt in der Flasche          | The Bottle Episode                  | 19. Jan. 2020        | 10. Juli 2020                         | Tawnia McKiernan    | Nicki Holcomb & Jen Troy Idee: Derek Simon                        | 0,84 Mio.       |
| 98         | 11        | Zurück aus der Zukunft – Teil 1  | Back from the Future – Part One     | 26. Jan. 2020        | 17. Juli 2020                         | David Harewood      | Dana Horgan & Katie Rose Rogers                                   | 0,81 Mio.       |
| 99         | 12        | Zurück aus der Zukunft – Teil 2  | Back from the Future – Part Two     | 16. Feb. 2020        | 24. Juli 2020                         | Alexis Ostrander    | Rob Wright & J. Holtham                                           | 0,65 Mio.       |
| 100        | 13        | Ist das Leben nicht super?       | It’s A Super Life                   | 23. Feb. 2020        | 31. Juli 2020                         | Jesse Warn          | Derek Simon & Nicki Holcomb Idee: Robert Rovner & Jessica Queller | 0,66 Mio.       |
| 101        | 14        | Bodyguard                        | The Bodyguard                       | 8. März 2020         | 7. Aug. 2020                          | Gregory Smith       | Emilio Ortega Aldrich & Chandler Smidt Idee: Lindsay Sturman      | 0,67 Mio.       |
| 102        | 15        | Virtuelle Realität               | Reality Bytes                       | 15. März 2020        | 14. Aug. 2020                         | Armen V. Kevorkian  | Dana Horgan & Jay Faerber                                         | 0,67 Mio.       |
| 103        | 16        | Alex im Wonderland               | Alex In Wonderland                  | 22. März 2020        | 21. Aug. 2020                         | Tawnia McKiernan    | Jess Kardos & Mariko Tamaki Idee: Rob Wright                      | 0,64 Mio.       |
| 104        | 17        | Totale Kontrolle                 | Deus Lex Machina                    | 3. Mai 2020          | 28. Aug. 2020                         | Melissa Benoist     | Katie Rose Rogers & Brooke Pohl Idee: Lindsay Sturman             | 0,61 Mio.       |
| 105        | 18        | Erlöser der Menschheit           | The Missing Link                    | 10. Mai 2020         | 4. Sep. 2020                          | Avi Youabian        | Dana Horgan & J. Holtham                                          | 0,62 Mio.       |
| 106        | 19        | Kampf der Unsterblichen          | Immortal Kombat                     | 17. Mai 2020         | 11. Sep. 2020                         | David Harewood      | Emilio Ortego Aldrich & Nicki Holcomb Idee: Derek Simon           | 0,64 Mio.       |

## Staffel 6
Die Erstausstrahlung der sechsten Staffel war vom 30. März bis zum 9. November 2021 auf dem US-amerikanischen Sender The CW zu sehen. Die deutschsprachige Erstausstrahlung sendet der deutsche Pay-TV-Sender ProSieben Fun seit dem 6. Januar 2022.
| Nr. (ges.) | Nr. (St.) | Deutscher Titel                 | Originaltitel                    | Erstausstrahlung USA | Deutschsprachige Erstausstrahlung (D) | Regie               | Drehbuch                                                        | Zuschauer (USA) |
| ---------- | --------- | ------------------------------- | -------------------------------- | -------------------- | ------------------------------------- | ------------------- | --------------------------------------------------------------- | --------------- |
| 107        | 1         | Wiedergeburt                    | Rebirth                          | 30. März 2021        | 6. Jan. 2022                          | Jesse Warn          | Jay Faerber & Jess Kardos Idee: Robert Rovner & Jessica Queller | 0,73 Mio.       |
| 108        | 2         | Das Licht in der Finsternis     | A Few Good Women                 | 6. Apr. 2021         | 13. Jan. 2022                         | Jesse Warn          | Derek Simon & Elle Lipson                                       | 0,69 Mio.       |
| 109        | 3         | Angriff der Phantome            | Phantom Menaces                  | 13. Apr. 2021        | 20. Jan. 2022                         | Sudz Sutherland     | Dana Horgan & Emilio Ortega Aldrich                             | 0,59 Mio.       |
| 110        | 4         | Verirrte Seelen                 | Lost Souls                       | 20. Apr. 2021        | 27. Jan. 2022                         | Alysse Leite-Rogers | Karen E. Maser & Nicki Holcomb                                  | 0,59 Mio.       |
| 111        | 5         | Abschlussball                   | Prom Night!                      | 27. Apr. 2021        | 3. Feb. 2022                          | Alexandra La Roche  | Rob Wright & Jess Kardos                                        | 0,50 Mio.       |
| 112        | 6         | Meteoritenschauer               | Prom Again!                      | 4. Mai 2021          | 10. Feb. 2022                         | Chyler Leigh        | Rob Wright & Jess Kardos                                        | 0,62 Mio.       |
| 113        | 7         | Zone der Angst                  | Fear Knot                        | 11. Mai 2021         | 17. Feb. 2022                         | David Harewood      | J. Holtham & Elle Lipson                                        | 0,47 Mio.       |
| 114        | 8         | Willkommen zurück, Kara!        | Welcome Back, Kara!              | 24. Aug. 2021        | 24. Feb. 2022                         | Armen V. Kevorkian  | Dana Horgan & Jay Faerber                                       | 0,56 Mio.       |
| 115        | 9         | Traumfänger                     | Dream Weaver                     | 31. Aug. 2021        | 3. März 2022                          | Shannon Kohli       | Karen E. Maser & Emilio Ortega Aldrich                          | 0,59 Mio.       |
| 116        | 10        | Viel Lärm um Nyxly              | Still I Rise                     | 7. Sep. 2021         | 10. März 2022                         | Jesse Warn          | Nicki Holcomb & Jen Troy Idee: Jess Kardos                      | 0,48 Mio.       |
| 117        | 11        | Mxy mittendrin!                 | Mxy in the Middle                | 14. Sep. 2021        | 17. März 2022                         | Glen Winter         | Elle Lipson & Chandler Smidt Idee: Rob Wright                   | 0,40 Mio.       |
| 118        | 12        | Ein bisschen mehr Gerechtigkeit | Blind Spots                      | 21. Sep. 2021        | 24. März 2022                         | David Ramsey        | J. Holtham & Azie Tesfai                                        | 0,48 Mio.       |
| 119        | 13        | Die sieben Totems               | The Gauntlet                     | 28. Sep. 2021        | 31. März 2022                         | Tawnia McKiernan    | Jay Faerber & Brooke Pohl Idee: Dana Horgan                     | 0,40 Mio.       |
| 120        | 14        | Überwältigendes Mitgefühl       | Magical Thinking                 | 5. Okt. 2021         | 7. Apr. 2022                          | Simon Burnett       | Karen E. Maser & Derek Simon                                    | 0,42 Mio.       |
| 121        | 15        | Die Hoffnung auf morgen         | Hope for Tomorrow                | 12. Okt. 2021        | 14. Apr. 2022                         | Tawnia McKiernan    | Emilio Ortega Aldrich & Nicki Holcomb Idee: Robert Rovner       | 0,38 Mio.       |
| 122        | 16        | Albtraum in National City       | Nightmare in National City       | 19. Okt. 2021        | 21. Apr. 2022                         | Eric Dean Seaton    | Rob Wright & Jess Kardos                                        | 0,42 Mio.       |
| 123        | 17        | Liebe, Lex und Leidenschaft     | I Believe in a Thing Called Love | 26. Okt. 2021        | 28. Apr. 2022                         | Jesse Warn          | Dana Horgan & Nicki Holcomb                                     | 0,45 Mio.       |
| 124        | 18        | Die Last der Wahrheit           | Truth or Consequences            | 2. Nov. 2021         | 5. Mai 2022                           | David McWhirter     | Emilio Ortega Aldrich & Elle Lipson Idee: Karen E. Maser        | 0,40 Mio.       |
| 125        | 19        | Die letzte Prüfung              | The Last Gauntlet                | 9. Nov. 2021         | 12. Mai 2022                          | Glen Winter         | Derek Simon & Jay Faerber Idee: J. Holtham                      | 0,59 Mio.       |
| 126        | 20        | Kara                            | Kara                             | 9. Nov. 2021         | 19. Mai 2022                          | Jesse Warn          | Rob Wright & Derek Simon Idee: Robert Rovner & Jessica Queller  | 0,49 Mio.       |

## Zuschauerzahlen
| Staffel | Staffel   | Episodennummer | Episodennummer | Episodennummer | Episodennummer | Episodennummer | Episodennummer | Episodennummer | Episodennummer | Episodennummer | Episodennummer | Episodennummer | Episodennummer | Episodennummer | Episodennummer | Episodennummer | Episodennummer | Episodennummer | Episodennummer | Episodennummer | Episodennummer | Episodennummer | Episodennummer | Episodennummer |
| Staffel | Staffel   | 1              | 2              | 3              | 4              | 5              | 6              | 7              | 8              | 9              | 10             | 11             | 12             | 13             | 14             | 15             | 16             | 17             | 18             | 19             | 20             | 21             | 22             | 23             |
| ------- | --------- | -------------- | -------------- | -------------- | -------------- | -------------- | -------------- | -------------- | -------------- | -------------- | -------------- | -------------- | -------------- | -------------- | -------------- | -------------- | -------------- | -------------- | -------------- | -------------- | -------------- | -------------- | -------------- | -------------- |
|         | Staffel 1 | 12,955         | 8,865          | 8,066          | 7,769          | 7,187          | 8,019          | 7,665          | 7,275          | 8,746          | 8,767          | 7,902          | 6,682          | 7,919          | 7,248          | 6,69           | 6,53           | 5,995          | 7,166          | 6,118          | 6,109          | N/A            | N/A            | N/A            |
|         | Staffel 2 | 3,063          | 2,663          | 2,651          | 2,217          | 2,471          | 2,353          | 2,605          | 3,53           | 2,652          | 2,348          | 2,428          | 2,522          | 2,236          | 2,174          | 2,156          | 2,068          | 2,214          | 1,795          | 1,746          | 1,884          | 1,929          | 2,12           | N/A            |
|         | Staffel 3 | 1,867          | 1,755          | 1,762          | 1,823          | 1,87           | 1,893          | 1,922          | 2,713          | 1,81           | 2,168          | 2,065          | 2,114          | 2,119          | 1,911          | 1,384          | 1,504          | 1,595          | 1,534          | 1,471          | 1,569          | 1,83           | 1,759          | 1,776          |
|         | Staffel 4 | 1,523          | 1,341          | 1,281          | 1,229          | 1,157          | 1,134          | 1,154          | 1,257          | 2,167          | 1,038          | 1,337          | 1,146          | 1,139          | 1,048          | 1,067          | 1,122          | 1,056          | 0,994          | 1,138          | 1,05           | 1,11           | 1,074          | N/A            |
|         | Staffel 5 | 1,263          | 0,97           | 0,922          | 0,945          | 0,783          | 0,844          | 0,792          | 0,871          | 1,668          | 0,842          | 0,814          | 0,654          | 0,663          | 0,672          | 0,676          | 0,648          | 0,607          | 0,619          | 0,648          | N/A            | N/A            | N/A            | N/A            |
|         | Staffel 6 | 0,726          | 0,69           | 0,586          | 0,586          | 0,504          | 0,617          | 0,471          | 0,563          | 0,588          | 0,477          | 0,397          | 0,475          | 0,396          | 0,423          | 0,381          | 0,419          | 0,451          | 0,402          | 0,587          | 0,494          | N/A            | N/A            | N/A            |